# Таиз
 Тази статия е за града в Йемен.  За мухафазата вижте Таиз (област).  
Таиз (на арабски: تعز) е град в югозападен Йемен, административен център на мухафаза Таиз. Населението му е около 615 000 души (2014), което го поставя на трето място в страната след столицата Сана и главното пристанище Аден.
Разположен е на 1300 m н.в. в Йеменските планини, на 80 km източно от брега на Червено море и на 140 km северозападно от Аден. Селището се споменава за пръв път през 1173 година, когато е укрепен от Аюбидите, а през XIV век вече е сред главните градове в Йемен. През 2011 година градът е един от центровете на антиправителствените протести, но малко след началото на Втората йеменската гражданска война през 2015 година е превзет от „Ансар Аллах“.
В Таиз има мюсюлманско медресе, имащо статут на университет.

## Известни личности
Родени в Таиз
- Тауакул Карман (р. 1979), политик

Починали в Таиз
- Яспер Улрих Зетцен (1767 – 1811), германски изследовател